# Équipe du Pérou de football à la Copa América 2004
Cet article relate le parcours de l'équipe du Pérou lors de la Copa América 2004 qui se tient au Pérou du 6 au 25 juillet 2004. Elle se rend à la compétition en tant que quart-de-finaliste de la Copa América 2001.
Hôtes du tournoi, les Péruviens terminent à la deuxième place du groupe A et se qualifient en quarts de finale. Ils sont éliminés lors de cette instance par l'Argentine de Marcelo Bielsa, qui s’impose un but à zéro.

## Résultats

### Premier tour
| Place | Équipe    | Pts | J | G | N | P | BP | BC | Diff |
| 1er   | Colombie  | 7   | 3 | 2 | 1 | 0 | 4  | 2  | +2   |
| 2e    | Pérou     | 5   | 3 | 1 | 2 | 0 | 7  | 5  | +2   |
| 3e    | Bolivie   | 2   | 3 | 0 | 2 | 1 | 3  | 4  | - 1  |
| 4e    | Venezuela | 1   | 3 | 0 | 1 | 2 | 2  | 5  | - 3  |

| 6 juillet 2004 | Pérou                             | 2 – 2   | Bolivie                  | Estadio Nacional, Lima      |                             |
|                | Pizarro 67e (pen.) · Palacios 86e | (0 - 1) | 35e Botero · 57e Álvarez | Arbitrage : Héctor Baldassi | Arbitrage : Héctor Baldassi |

| 9 juillet 2004 | Pérou                                  | 3 – 1   | Venezuela     | Estadio Nacional, Lima   |                          |
|                | Farfán 34e · Solano 61e · Acasiete 72e | (1 - 0) | 74e Margiotta | Arbitrage : Rubén Selman | Arbitrage : Rubén Selman |

| 12 juillet 2004 | Pérou                    | 2 – 2   | Colombie                | Estadio Mansiche, Trujillo |                            |
|                 | Solano 58e · Maestri 60e | (0 - 1) | 33e Congo · 53e Aguilar | Arbitrage : William Mattus | Arbitrage : William Mattus |

### Quart de finale
| 17 juillet 2004 | Pérou   | 0 – 1 | Argentine | Estadio Elías Aguirre, Chiclayo                  |                                                  |
| |         | (0 - 0) | 60e Tévez | Spectateurs : 25 000 Arbitrage : Carlos Amarilla | Spectateurs : 25 000 Arbitrage : Carlos Amarilla |
| Ibáñez - Salas, Rebosio, Acasiete, Vílchez ( 86e La Rosa) - Solano , Soto, Jayo ( 85e Olcese), Zegarra ( 66e García), Palacios - Mendoza | Équipes | Abbondanzieri - Zanetti, Heinze, Ayala , Sorín - L. González, Coloccini, K. González, D'Alessandro ( 57e Tévez) - Delgado ( 72e Rosales), Figueroa ( 83e Quiroga) |           | Spectateurs : 25 000 Arbitrage : Carlos Amarilla | Spectateurs : 25 000 Arbitrage : Carlos Amarilla |

## Effectif
Source : www.rsssf.com.
- NB : Les âges sont calculés au début de la compétition, le 6 juillet 2004.

## Navigation